# فيك فرنانديز
فيك فرنانديز (بالإسبانية: Vic Fernandez)‏ هو لاعب كرة قدم أرجنتيني، ولد في 23 مارس 1939 في الأرجنتين. لعب مع ريفر بليت.